# 유유 (래퍼)
유유(Juju, 1992년 11월 20일 ~ )는 독일의 래퍼이며 본명은 유디트 베센도르프(Judith Wessendorf)이다. 독일인 어머니와 모로코인 아버지 사이에서 태어났으며 독일 베를린의 자치구인 노이쾰른구에서 어머니와 함께 살았다. 어린 시절, 독일의 갱스터 랩을 즐겨 들었고, 14살 때부터 취미로 랩을 하기 시작했다. 2010년에 누라(Nura)를 처음 만났으며 이 둘은 힙합 듀오 SXTN을 결성했다. 2018년엔 팀을 해체해서 각각 솔로로 활동하고 있다. 2019년 11월엔 MTV 유럽 뮤직 어워드 2019에서 최고의 독일 아티스트로 선정되었다. 

## 음반 목록
- Bling Bling (2019)